# Кастире
Ка́стире (также Кастыре; латыш. Kastīre) — населённый пункт в Прейльском крае Латвии. Административный центр Рушонской волости. Находится на правом берегу реки Яша у региональной автодороги P62 (Краслава—Прейли—Мадона).
По данным на 2018 год, в населённом пункте проживало 230 человек. Есть волостная администрация, начальная школа, библиотека, магазин.

## История
В советское время населённый пункт входил в состав Рушонского сельсовета Прейльского района. В селе располагалась центральная усадьба совхоза «Рушона».